# Grand Prix Formule 1 van Sakhir 2020
De Grand Prix Formule 1 van Sakhir 2020 werd gereden op 6 december 2020 als zestiende race van het jaar. In tegenstelling tot de Grand Prix van Bahrein een week eerder verreden, werd deze race op de buitenbaan variant van het Bahrain International Circuit gereden en had aanzienlijk minder bochten in vergelijking met het "normaal" gereden circuit.
Pietro Fittipaldi verving de geblesseerde Romain Grosjean bij Haas. 

Lewis Hamilton miste de race vanwege een COVID-19 besmetting, George Russell was zijn vervanger bij Mercedes. 

Jack Aitken verving op zijn beurt George Russell bij Williams.

## Vrije trainingen

### Uitslagen
- Enkel de top vijf wordt weergegeven.

| Vrije training 1 | Pos. | Nr. | Coureur         | Constructeur              | Tijd     |
| ---------------- | ---- | --- | --------------- | ------------------------- | -------- |
| Vrije training 1 | 1    | 63  | George Russell  | Mercedes                  | 0:54.546 |
| Vrije training 1 | 2    | 33  | Max Verstappen  | Red Bull-Honda            | 0:54.722 |
| Vrije training 1 | 3    | 23  | Alexander Albon | Red Bull-Honda            | 0:54.811 |
| Vrije training 1 | 4    | 77  | Valtteri Bottas | Mercedes                  | 0:54.868 |
| Vrije training 1 | 5    | 26  | Daniil Kvjat    | AlphaTauri-Honda          | 0:55.011 |
| Vrije training 2 | Pos. | Nr. | Coureur         | Constructeur              | Tijd     |
| Vrije training 2 | 1    | 63  | George Russell  | Mercedes                  | 0:54.713 |
| Vrije training 2 | 2    | 33  | Max Verstappen  | Red Bull-Honda            | 0:54.841 |
| Vrije training 2 | 3    | 11  | Sergio Pérez    | Racing Point-BWT Mercedes | 0:54.866 |
| Vrije training 2 | 4    | 31  | Esteban Ocon    | Renault                   | 0:54.940 |
| Vrije training 2 | 5    | 23  | Alexander Albon | Red Bull-Honda            | 0:55.036 |
| Vrije training 3 | Pos. | Nr. | Coureur         | Constructeur              | Tijd     |
| Vrije training 3 | 1    | 33  | Max Verstappen  | Red Bull-Honda            | 0:54.064 |
| Vrije training 3 | 2    | 77  | Valtteri Bottas | Mercedes                  | 0:54.270 |
| Vrije training 3 | 3    | 10  | Pierre Gasly    | AlphaTauri-Honda          | 0:54.427 |
| Vrije training 3 | 4    | 31  | Esteban Ocon    | Renault                   | 0:54.453 |
| Vrije training 3 | 5    | 4   | Lando Norris    | McLaren-Renault           | 0:54.606 |

## Kwalificatie
| Pos.                   | Nr. | Coureur            | Constructeur              | Kwalificatietijden | Kwalificatietijden | Kwalificatietijden | Grid |
| Pos.                   | Nr. | Coureur            | Constructeur              | Q1                 | Q2                 | Q3                 | Grid |
| ---------------------- | --- | ------------------ | ------------------------- | ------------------ | ------------------ | ------------------ | ---- |
| 1                      | 77  | Valtteri Bottas    | Mercedes                  | 0:53.904           | 0:53.803           | 0:53.377           | 1    |
| 2                      | 63  | George Russell     | Mercedes                  | 0:54.160           | 0:53.819           | 0:53.403           | 2    |
| 3                      | 33  | Max Verstappen     | Red Bull-Honda            | 0:54.037           | 0:53.647           | 0:53.433           | 3    |
| 4                      | 16  | Charles Leclerc    | Ferrari                   | 0:54.249           | 0:53.825           | 0:53.613           | 4    |
| 5                      | 11  | Sergio Pérez       | Racing Point-BWT Mercedes | 0:54.236           | 0:53.787           | 0:53.790           | 5    |
| 6                      | 26  | Daniil Kvjat       | AlphaTauri-Honda          | 0:54.346           | 0:53.856           | 0:53.906           | 6    |
| 7                      | 3   | Daniel Ricciardo   | Renault                   | 0:54.388           | 0:53.871           | 0:53.957           | 7    |
| 8                      | 55  | Carlos Sainz jr.   | McLaren-Renault           | 0:54.450           | 0:53.818           | 0:54.010           | 8    |
| 9                      | 10  | Pierre Gasly       | AlphaTauri-Honda          | 0:54.207           | 0:53.941           | 0:54.154           | 9    |
| 10                     | 18  | Lance Stroll       | Racing Point-BWT Mercedes | 0:54.595           | 0:53.840           | 0:54.200           | 10   |
| 11                     | 31  | Esteban Ocon       | Renault                   | 0:54.309           | 0:53.995           |                    | 11   |
| 12                     | 23  | Alexander Albon    | Red Bull-Honda            | 0:54.620           | 0:54.026           |                    | 12   |
| 13                     | 5   | Sebastian Vettel   | Ferrari                   | 0:54.301           | 0:54.175           |                    | 13   |
| 14                     | 99  | Antonio Giovinazzi | Alfa Romeo-Ferrari        | 0:54.523           | 0:54.377           |                    | 14   |
| 15                     | 4   | Lando Norris       | McLaren-Renault           | 0:54.194           | 0:54.693           |                    | 19*  |
| 16                     | 20  | Kevin Magnussen    | Haas-Ferrari              | 0:54.705           |                    |                    | 15   |
| 17                     | 6   | Nicholas Latifi    | Williams-Mercedes         | 0:54.796           |                    |                    | 16   |
| 18                     | 89  | Jack Aitken        | Williams-Mercedes         | 0:54.892           |                    |                    | 17   |
| 19                     | 7   | Kimi Räikkönen     | Alfa Romeo-Ferrari        | 0:54.963           |                    |                    | 18   |
| 20                     | 51  | Pietro Fittipaldi  | Haas-Ferrari              | 0:55.426           |                    |                    | 20*  |
| Q1 107% tijd: 0:57.677 |     |                    |                           |                    |                    |                    |      |

* Lando Norris moest achteraan starten vanwege overschrijden van gebruikte aantal motoronderdelen, Pietro Fittipaldi trof hetzelfde lot.

## Wedstrijd
De race werd gewonnen door Sergio Pérez die zijn eerste overwinning in de Formule 1 behaalde en daarmee Racing Point de eerste overwinning als constructeur bezorgde. Esteban Ocon eindigde als tweede voor het Renault-team, waarmee hij zijn eerste podiumplaats in de Formule 1 claimde. De teamgenoot van Pérez, Lance Stroll, eindigde als derde, waarmee zij Racing Point hun enige dubbele podiumplaats bezorgden. Pérez werd de eerste Mexicaanse Formule 1-coureur die een race won sinds Pedro Rodríguez, hij had in 1970 de Grand Prix van België gewonnen. Racing Point werd de eerste Britse constructeur die een race won sinds Lotus F1 tijdens de Grand Prix van Australië in 2013. De race begon tumultueus door een ongeluk in de eerste ronde, waarbij Leclerc en Verstappen uitvielen. Pérez herstelde van een spin in de eerste ronde en won nadat hij de leiding had genomen in ronde 64 van de race, omdat George Russell - raceleider tijdens het grootste deel van de Grand Prix - terugviel door een lekke band en een pitstopfout van Mercedes.
| Pos.               | Nr. | Coureur            | Constructeur              | Rondes | Tijd / Oorzaak uitval | Grid | Punten |
| ------------------ | --- | ------------------ | ------------------------- | ------ | --------------------- | ---- | ------ |
| 1                  | 11  | Sergio Pérez       | Racing Point-BWT Mercedes | 87     | 1:31:15.114           | 5    | 25     |
| 2                  | 31  | Esteban Ocon       | Renault                   | 87     | +10.518               | 11   | 18     |
| 3                  | 18  | Lance Stroll       | Racing Point-BWT Mercedes | 87     | +11.869               | 10   | 15     |
| 4                  | 55  | Carlos Sainz jr.   | McLaren-Renault           | 87     | +12.580               | 8    | 12     |
| 5                  | 3   | Daniel Ricciardo   | Renault                   | 87     | +13.330               | 7    | 10     |
| 6                  | 23  | Alexander Albon    | Red Bull-Honda            | 87     | +13.842               | 12   | 8      |
| 7                  | 26  | Daniil Kvjat       | AlphaTauri-Honda          | 87     | +14.534               | 6    | 6      |
| 8                  | 77  | Valtteri Bottas    | Mercedes                  | 87     | +15.389               | 1    | 4      |
| 9                  | 63  | George Russell     | Mercedes                  | 87     | +18.556               | 2    | 3S     |
| 10                 | 4   | Lando Norris       | McLaren-Renault           | 87     | +19.541               | 19   | 1      |
| 11                 | 10  | Pierre Gasly       | AlphaTauri-Honda          | 87     | +20.527               | 9    |        |
| 12                 | 5   | Sebastian Vettel   | Ferrari                   | 87     | +22.611               | 13   |        |
| 13                 | 99  | Antonio Giovinazzi | Alfa Romeo-Ferrari        | 87     | +24.111               | 14   |        |
| 14                 | 7   | Kimi Räikkönen     | Alfa Romeo-Ferrari        | 87     | +26.153               | 18   |        |
| 15                 | 20  | Kevin Magnussen    | Haas-Ferrari              | 87     | +32.370               | 15   |        |
| 16                 | 89  | Jack Aitken        | Williams-Mercedes         | 87     | +33.674               | 17   |        |
| 17                 | 51  | Pietro Fittipaldi  | Haas-Ferrari              | 87     | +36.858               | 20   |        |
| DNF                | 6   | Nicholas Latifi    | Williams-Mercedes         | 52     | Olielek               | 17   |        |
| DNF                | 33  | Max Verstappen     | Red Bull-Honda            | 0      | Ongeluk               | 3    |        |
| DNF                | 16  | Charles Leclerc    | Ferrari                   | 0      | Ongeluk               | 4    |        |
| Bron: formula1.com |     |                    |                           |        |                       |      |        |

S George Russell behaalde een extra punt voor het rijden van de snelste ronde.

## Tussenstanden wereldkampioenschap
Betreft tussenstanden voor het wereldkampioenschap na afloop van de race.

### Coureurs
| Pos. | Nr. | Coureur          | Constructeur              | Punten |
| ---- | --- | ---------------- | ------------------------- | ------ |
| 1    | 44  | Lewis Hamilton   | Mercedes                  | 332    |
| 2    | 77  | Valtteri Bottas  | Mercedes                  | 205    |
| 3    | 33  | Max Verstappen   | Red Bull-Honda            | 189    |
| 4    | 11  | Sergio Pérez     | Racing Point-BWT Mercedes | 125    |
| 5    | 3   | Daniel Ricciardo | Renault                   | 112    |
| 6    | 16  | Charles Leclerc  | Ferrari                   | 98     |
| 7    | 4   | Carlos Sainz jr. | McLaren-Renault           | 97     |
| 8    | 23  | Alexander Albon  | Red Bull-Honda            | 93     |
| 9    | 55  | Lando Norris     | McLaren-Renault           | 87     |
| 10   | 18  | Lance Stroll     | Racing Point-BWT Mercedes | 74     |

### Constructeurs
| Pos. | Constructeur              | Punten    |
| ---- | ------------------------- | --------- |
| 1    | Mercedes                  | 540       |
| 2    | Red Bull-Honda            | 282       |
| 3    | Racing Point-BWT Mercedes | 194 (209) |
| 4    | McLaren-Renault           | 184       |
| 5    | Renault                   | 172       |
| 6    | Ferrari                   | 131       |
| 7    | AlphaTauri-Honda          | 103       |
| 8    | Alfa Romeo-Ferrari        | 8         |
| 9    | Haas-Ferrari              | 3         |
| 10   | Williams-Mercedes         | 0         |